# Homalomena soniae
Homalomena soniae là một loài thực vật có hoa trong họ Ráy (Araceae). Loài này được A. Hay mô tả khoa học đầu tiên năm 1999.